# Butler (Contea di Adams, Pennsylvania)
Butler è una township degli Stati Uniti d'America, nella Contea di Adams, Pennsylvania. Secondo il censimento del 2000 la popolazione è di 2.678 abitanti.

## Società

### Evoluzione demografica
La composizione etnica vede una prevalenza della razza bianca (95.59%), seguita da quella afroamericana (0.60%).
| township di Butler Popolazione |       |
| 2000                           | 2.678 |
| Stima al 01-07-07              | 3.068 |